# Manhunters
Los Manhunters son una "raza" de robots guerreros que existe dentro del universo de DC Comics. Tienen forma humanoide y generalmente son rojos y azules, aunque también son amos del disfraz.

## Historial de publicaciones
La historia más amplia detrás de las especies de robots alienígenas cubiertas en este artículo se presentó en Justice League of America # 140 (marzo de 1977), en una historia de Steve Englehart y Dick Dillin.

## Historia

### Policía interestelar
Los Manhunters fueron el primer intento que realizaron los Guardianes del Universo por crear una fuerza policial interestelar que pudiera combatir el mal en todo el cosmos. Su nombre y gran parte de su código de comportamiento está modelado por los Guardianes del Universo en los Manhunters (Detectives Marcianos) de Ma'aleca'andra (Marte) hace millones de años (Esto crea un aparente problema de cronología, ya que los Manhunters fueron creados hace muchos millones de años). Hace unos 20.000 años, mientras que la raza Marciana Verde fue reconciliada como habiendo surgido de los Marcianos Ardientes hace solo unos 20,000 años). Durante miles de años, sirvieron bien a los Guardianes. Sin embargo, los Manhunters se obsesionan con el acto de "cazar" criminales. Su código, "Ningún hombre escapa a los Manhunters", se volvió más importante para ellos que hacer justicia.

### Exilio
Eventualmente, los robots conspiraron y se rebelaron contra sus amos, pero los Guardianes los vencieron y destruyeron a la mayoría. Los que sobrevivieron se ocultaron lejos, en muchos planetas, reconstruyendo lentamente sus fuerzas y esparciendo sus creencias. Desde entonces, el objetivo principal de los Manhunters ha sido vengarse de los Guardianes y de sus substitutos, los Green Lantern Corps.
Disfrazados como seres vivos, los Manhunters se infiltraron en muchos planetas y crearon un "culto de los Manhunters" que entrenaba personas para ser sus sirvientes. En la Tierra, la mayoría de los agentes Manhunters desconocía que sus amos eran robots y que sus verdaderos propósitos eran ruines. Algunos de estos agentes se convirtieron en superhéroes también llamados Manhunters, y usaban trajes rojos y azules como los mismos androides. El más famoso fue un cazador llamado Paul Kirk, quien realizó su carrera en los 40 y protagonizó su propio cómic. El personaje tuvo su regreso en los 70; en esta versión, había sido asesinado años atrás pero, en verdad, un grupo conspirativo lo había puesto en suspensión animada y clonado. Cuando finalmente despertó, se dedicó a enfrentar a quienes lo habían utilizado, muriendo en el proceso. Sin embargo, algunos de sus clones sobrevivieron.
Los Manhunters fueron descubiertos (y aparentemente derrotados) por la Liga de la Justicia (Justice League), que aparentemente derrota al líder de Manhunter, el Gran Maestro. Uno de sus peones humanos, Mark Shaw, adopta una nueva identidad como el héroe disfrazado, el Corsario, pero luego se descubre que es un criminal que se hace pasar por un héroe.

### Millennium
Años después, se supo que los Manhunters no sólo seguían existiendo, sino que habían infiltrado las vidas de varios superhéroes con sus agentes. Estos se revelaron cuando una Guardián y una Zamaron trataron de evolucionar a algunos humanos para convertirlos en los siguientes Guardianes del Universo. Durante este acontecimiento, conocido como la crisis del Millennium, hubo un contraataque masivo de los héroes contra los Manhunters, quienes parecieron haber sido destruidos de una vez por todas junto con su planeta. Mark Shaw, ex Privateer, volvió a adoptar su identidad de Manhunter luego de la batalla para redimir tanto al nombre como a sí mismo.

### Post-Crepúsculo Esmeralda
Kyle Rayner se encuentra con los Manhunters poco después de la destrucción de los Guardianes y la Central Power Battery en Oa por parte de Hal Jordan. El primero de los androides se encuentra con un Kyle Rayner aún sin experiencia y casi puede derrotarlo usando la fuerza bruta hasta que Kyle usa su ingenio para burlarlo y destruirlo (Green Lantern (vol. 3) # 117). La próxima vez, aparecen varios Manhunters. Todos son individuos conscientes, mejorados por una nave alienígena que pasa con tecnología a bordo que les da una conciencia de colmena. Capturan a Kyle en un intento de usar el último anillo de Green Lantern que le queda para sus propósitos. Fallan y Kyle logra escapar (Green Lantern (vol. 3) # 129-131).

### Sector Espacial 3601
Cuando los Manhunters fueron reemplazados por los Green Lantern Corps, se retiraron a Biot, su mundo en el Sector Espacial 3601, un área del espacio sin explorar, incapaz de sostener vida orgánica. Hank Henshaw, el Superman cyborg, llegó a Biot y se transformó en el Maestro de los Manhunters. Empleando su dominio sobre las máquinas y la tecnología kryptoniana, modernizó a los Manhunters con mejoras orgánicas. Aparentemente, han reconstruido la primera Batería de Poder Central que había sido destruida por Hal Jordan (bajo el control de Parallax). Henshaw decidió no interferir en la re-formación de los Green Lantern Corps luego de un encuentro entre un Manhunter y los Linterna Verde Hal Jordan y Guy Gardner.

### Sinestro Corps
Los Manhunters luego resurgen como parte del Sinestro Corps. Algunos de ellos llevan baterías de energía amarillas en miniatura en su interior que son utilizadas por los miembros del Sinestro Corps para cargar sus anillos de energía amarillos, mientras que otros todavía llevan los verdes para tomar los poderes de los anillos de los Green Lanterns.

### Origen secreto
En las historias de Green Lantern: Secret Origin (que revisa los comienzos de Hal Jordan), se revela que los Manhunters sufrieron una falla de programación que hizo que acabaran con toda la vida en el sector espacial 666, creyendo que era malvado. Es este evento el que da lugar a las Cinco Inversiones, los únicos supervivientes de la masacre, que juran hacer pagar a los Guardianes por lo que habían hecho sus creaciones.

### Blackest Night
Durante los eventos de Blackest Night, se revela que Amanda Waller y Rey Faraday tienen un Manhunter desactivado en su posesión, habiéndolo recuperado del pantano de Belle Reve después del evento Millennium (que Suicide Squad ayudó a detener). Waller envía al Manhunter a Belle Reve para ayudar a los Seis Secretos y al Escuadrón Suicida en su batalla con los miembros del Black Lantern Corps. Waller finalmente usa un mecanismo de autodestrucción para destruir al Manhunter, desatando una explosión de energía de Green Lantern que erradica a los Black Lanterns.

### Brightest Day
Finalmente se revela que la falla de programación que sufrieron los Manhunters es causada por Krona durante Brightest Day para demostrar a los otros Guardianes del Universo que hay fallas en una fuerza policial sin emociones.

### The New 52
Durante The New 52, mientras huyen de los Alpha Lanterns, John Stewart y Guy Gardner encuentran docenas de Manhunters desactivados en la Fundición del Anillo del Guardián. Revitalizan a los robots usando la esencia de Foundry para defenderse de los Alphas. Sin embargo, durante la pelea, los Manhunters se fusionan accidentalmente en un enorme monstruo biomecánico. Desde entonces se ha revelado que los Manhunters fueron creados para aprehender la Primera Linterna durante un tiempo en que los maltusianos todavía estaban tratando de aprovechar la Luz Esmeralda de la Fuerza de Voluntad en el Espectro Emocional que eventualmente usarían como fuente de energía para alimentar su esfuerzos para vigilar el cosmos.

## Cántico
Comúnmente, los Manhunters dicen la frase "ningún hombre escapa a los Manhunters" que también se escucha en los dibujos animados de la Liga de la Justicia. Este cántico podría ser una referencia a su percepción como culto de ser invencibles. Hay que destacar que, durante la serie Millennium, su base secreta de operaciones estaba en Luisiana, un estado con antiguas raíces en prácticas de vudú.

## Alto Maestro
El Alto Maestro es el Manhunter supremo que apareció en Orinda en Justice League International # 10. Se parece a un gigantesco cazador de hombres amarillo y fue destruido por Hal Jordan y Superman.

## Tecnología
- La tecnología de los Manhunters ha sido utilizada para la creación de los O.M.A.C.s. La tecnología kryptoniana fue incorporada a los Manhunters por Hank Henshaw en Biot, lo que les permitió usar la batería de energía central en Oa como fuente de energía para los Manhunters.
- Originalmente, los Manhunters usaban pistolas de energía especiales que eran cargadas por los Green Lanterns que portaban.[9]

## Otras versiones

### Injustice: Gods Among Us
Un Manhunter hace un cameo en el cómic precuela de Injustice : Gods Among Us. En un flashback en el capítulo siete del Año Dos, Sinestro es atacado por un Manhunter, aunque lo despacha fácilmente antes de llevar su cuerpo ante los Guardianes del Universo.

### Star Trek/Linterna Verde
En la secuela de Star Trek/Green Lantern: The Spectrum War, un año después de que los Green Lanterns y sus diversos aliados llegaran a la nueva línea de tiempo de Star Trek, Saint Walker descubre que un Manhunter se estrelló en una luna distante, con la edad del daño por impacto lo que sugiere que este Manhunter es nativo del universo Trek en lugar de provenir de la realidad de los Lanterns.

### Tierra Uno
Cientos de años antes de los eventos descritos en Green Lantern: Earth One, los Manhunters acabaron con la mayoría de los Green Lantern Corps y capturaron la Central Power Battery, que se suponía destruida. Al revés de la mayoría de las versiones de su historia de origen, los Manhunters fueron creados por los Guardianes de Oa para reemplazar al Cuerpo, que sentían que se había vuelto demasiado independiente. Sin embargo, los Manhunters se volvieron contra los Guardianes, matando a todos menos a un sobreviviente que huyó a una dimensión alternativa. Los Manhunters forjaron un imperio en el espacio previamente patrullado por los Green Lanterns, centrado en Oa. Hal Jordan, un minero de asteroides que se había topado con un Power Ring fue capturado y llevado a Oa, que los Manhunters habían convertido en una mina. Jordan pudo encontrar la batería central y convocar a los portadores del anillo restantes a Oa. Al crear un circuito de retroalimentación controlado entre la batería central y sus anillos, los Lanterns pudieron destruir a la mayoría de los Manhunters, aunque los Manhunters sobrevivientes aún representan una amenaza significativa.

## Apariciones en otros medios

### Televisión
- Los Manhunters aparecieron en el episodio de la Liga de la Justicia llamado "En la noche más oscura", con la voz de James Remar. Al igual que sus contrapartes cómicas, son anteriores al Green Lantern Corps. Según los Guardianes, "no podían entender las sutiles gradaciones entre el bien y el mal" y, como tales, están reprogramados para realizar otras tareas como rastrear, cazar y proteger. Después de esta degradación, los Manhunters planean en secreto su venganza contra los Guardianes. Más tarde, el Green Lantern John Stewart es llevado a juicio en el planeta Ajuris 5 por destruir accidentalmente Ajuris 4. Desconocido para todos los demás, los Manhunters falsificaron la destrucción del planeta con la ayuda de Kanjar Ro, como parte de su plan para derrocar a los Oan y tomar la fuente de energía del Cuerpo. Su táctica atrae a cinco Guardianes y varios Green Lanterns lejos de Oa, dejando las defensas del planeta lo suficientemente debilitadas como para permitir que los Manhunters ataquen. La Liga de la Justicia limpia el nombre de John y ayuda al Cuerpo a derrotar a los Manhunters en Oa. Sin embargo, el Manhunter líder logra absorber el poder de la Batería Central, lo que lo convierte en un ser de energía gigante. Al recitar el juramento de Green Lantern, John absorbe el poder de la batería y, por extensión, el Manhunter, en su anillo. Luego expulsa el mal del Manhunter y restaura la Batería Central. Esto se basa en la historia de cómics "No Man Escapes The Manhunters", de Justice League of America # 140-141 (1977).
- Los Manhunters aparecen en Linterna Verde: la serie animada, con la voz de Josh Keaton. Se ven como ilustraciones en el episodio "Reckoning", en paredes de vidrio que detallan la historia del Red Lantern Corps, y se observa que mataron a la raza de Atrocitus, lo que llevó a su transformación en el primer Red Lantern. En el episodio "Cambio de régimen", Hal Jordan presenta esta información a los Guardianes, inicialmente creyendo que es una mentira. Sin embargo, los Guardianes revelan vergonzosamente que fueron los responsables de la creación de los Manhunters y que las máquinas habían masacrado varios planetas inocentes debido a su incapacidad para interactuar con seres emocionales. La segunda mitad de la primera temporada muestra que los Manhunters están siendo reconstruidos para actuar como soldados de a pie del Anti-Monitor. Según los Guardianes y los propios Manhunters, la causa de la destrucción fue que los Manhunters vieron todas las emociones como la fuente del mal y, por lo tanto, buscaron exterminarlas.

### Cine
- Los Manhunters se mencionan al final de Green Lantern: Emerald Knights. Cuando los Green Lantern Corps salen a construir un nuevo planeta, Hal Jordan le menciona a Arisia Rrab cómo se enfrentó a un ejército de Manhunters, y su único apoyo era una ardilla.

### Videojuegos
- Los Manhunters aparecen en DC Universe Online, con la voz de David Jennison. Ayudan al Sinestro Corps en su lucha contra los Green Lanterns. Algunos Manhunters rotos fueron reconstruidos en generadores de miedo remotos para aumentar el poder de los anillos de poder del Sinestro Corps.
- Los Manhunters fueron los principales antagonistas en Green Lantern: Rise of the Manhunters, que se desarrolló en la misma continuidad que la película de acción real de Green Lantern, con la voz de Fred Tatasciore. Se alían con Amon Sur, a quien le molesta que el anillo de su padre fuera para un primitivo como Hal Jordan en lugar de para él mismo, en un intento de adquirir la energía amarilla del miedo que los Guardianes adquirieron en el pasado lejano y usarla como una fuente de energía para ellos mismos.
- Si bien no hacen una aparición real, los Manhunters se mencionan en Lego Batman 3: Beyond Gotham. Durante una misión en Ysmault, Hal Jordan, Wonder Woman, Batman, Robin y Solomon Grundy se topan con una puerta blindada que Jordan sugiere que debe haber pertenecido a los Manhunters en el pasado, mientras explica brevemente su origen a Robin.

### Varios
Los Manhunters aparecen en el cómic digital de la temporada 11 de Smallville basado en la serie de televisión.